# Tracey Crisp
Tracey Crisp (* 15. April 1944 in England als Vivienne Rose Crisp) ist eine britische Schauspielerin. Sie spielte in den 1960er und 1970er Jahren in mehreren namhaften Kinofilmen. Darunter Rollen in Ein blindes Huhn, Casino Royale, Inspektor Clouseau oder Percy – Der Spatz in der Hand.

## Leben und Karriere
Tracey Crisp wurde 1944 in Großbritannien geboren. In der Low-Budget Science-Fiction-Horrorfilm-Produktion Frankenstein 70 – Das Ungeheuer mit der Feuerklaue von Ian Curteis gab sie 1966 ihr Filmdebüt. Noch im gleichen Jahr folgten weitere Rollen in der Komödie von Robert Asher in Ein blindes Huhn an der Seite von Norman Wisdom und Derek Bond und in der Kinoproduktion The Sandwich Man von Regisseur Robert Hartford-Davis. 1967 spielte sie den Part der Heather in der aufwendigen und mit Stars gespikten James-Bond-Persiflage Casino Royale. In der Alan-Arkin-Komödie Inspektor Clouseau von Regisseur Bud Yorkin verkörperte sie 1968 die Rolle der Julie. Darüber hinaus sah man sie in dem Olivia Newton-John-Musical Tomorrow von Regisseur Val Guest und in einem kleinen Gastauftritt in Andrew L. Stones Drama Song of Norway. Im Jahre 1971 beendete Crisp dann ihre Filmkarriere nach nur fünf Jahren. Ihre letzte Rolle spielte sie in der Ralph-Thomas-Komödie Percy – Der Spatz in der Hand.
Neben ihrer kurzen Karriere im Film sah man sie auch in wenigen Fernsehrollen, unter anderen in Episoden der TV-Serien Adam Adamant Lives! oder Randall & Hopkirk – Detektei mit Geist.

## Filmografie (Auswahl)

### Kino
- 1966: Frankenstein 70 – Das Ungeheuer mit der Feuerklaue (The Projected Man)
- 1966: The Sandwich Man
- 1966: Ein blindes Huhn (Press for Time)
- 1967: Casino Royale
- 1968: Inspektor Clouseau (Inspector Clouseau)
- 1970: Toomorrow
- 1970: Song of Norway
- 1971: Percy – Der Spatz in der Hand (Percy)

### Fernsehen
- 1967: Adam Adamant Lives! (Fernsehserie, 1 Episode)
- 1968: The Root of All Evil? (Fernsehserie, 1 Episode)
- 1970: Randall & Hopkirk – Detektei mit Geist (Randall & Hopkirk (Deceased), Fernsehserie, 1 Episode)